# St. Laurentius und St. Nikolaus (Sandau)

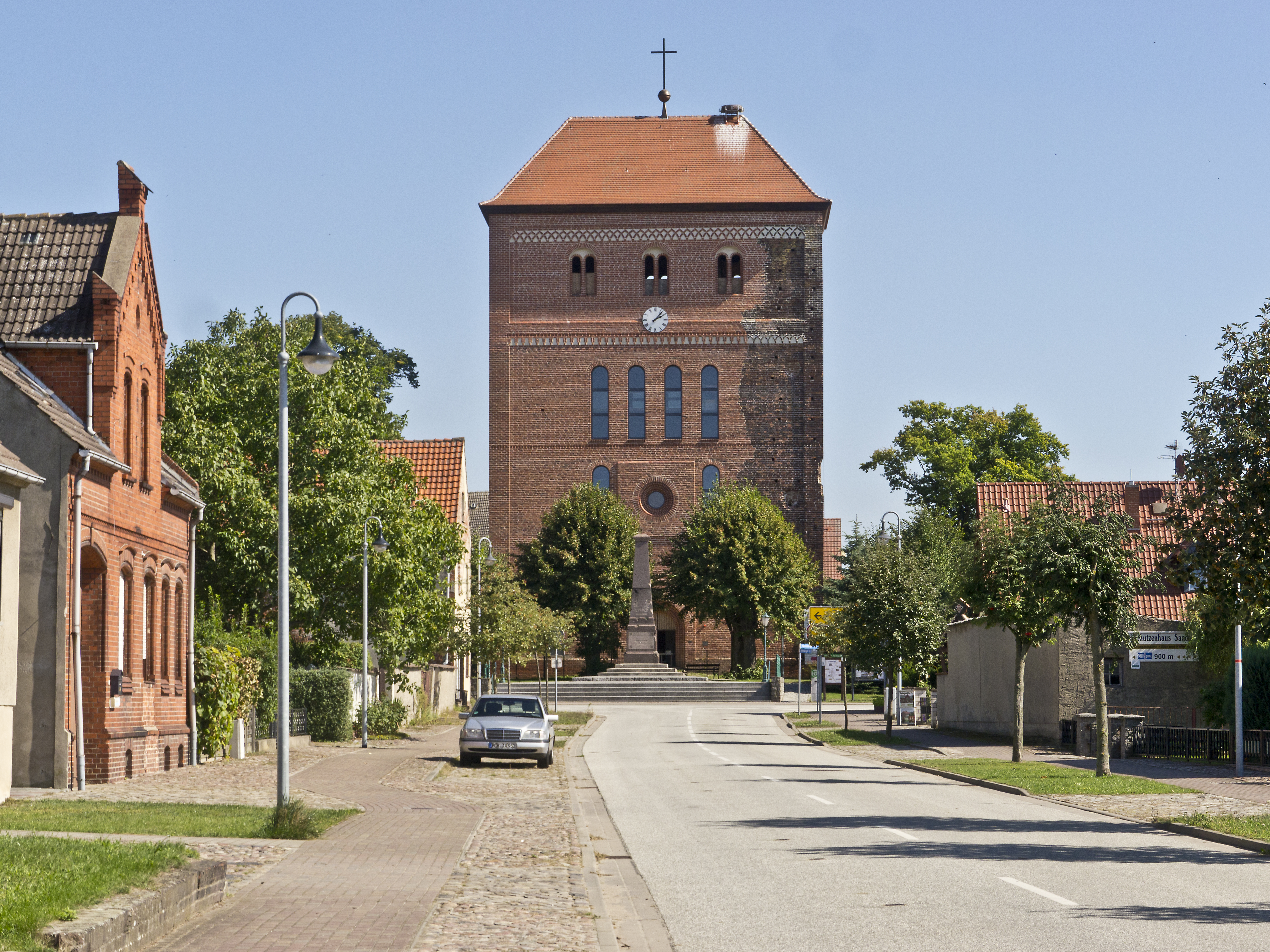
Die Kirche von Westen; am Turm sind alte (rechts) und neue Teile zu erkennen.

Die Kirche St. Laurentius und St. Nikolaus (auch kurz St. Nikolai) ist die evangelisch-lutherische Kirche in der Stadt Sandau (Elbe) im Nordosten Sachsen-Anhalts. Sie wird der Backsteinromanik zugerechnet und ist St. Laurentius und St. Nikolaus geweiht. Heute ist sie Pfarrkirche der Kirchengemeinde Sandau im Kirchenkreis Stendal der Evangelischen Kirche in Mitteldeutschland. Die Kirche liegt an der Straße der Romanik. 

## Geschichte
Die heutige Kirche wurde um 1200 von holländischen Kolonisten und vermutlich Jerichower Mönchen errichtet und St. Nikolaus gewidmet. Sie ersetzte eine Holzkirche, die auf einer slawischen Opferstätte gebaut worden war. Sie ist ein Nachfolgebau der Klosterkirche Jerichow. 1450 erfolgten Umbauten im gotischen Stil, etwa durch Kreuzrippengewölbe im Chor. Beim Stadtbrand 1695 wurde das Innere der Kirche stark beschädigt und im barocken Stil erneuert.
1855 bis 1858 erfolgte eine Restaurierung durch Ferdinand von Quast und Friedrich Adler, bei der romanische Elemente wiederhergestellt wurden.

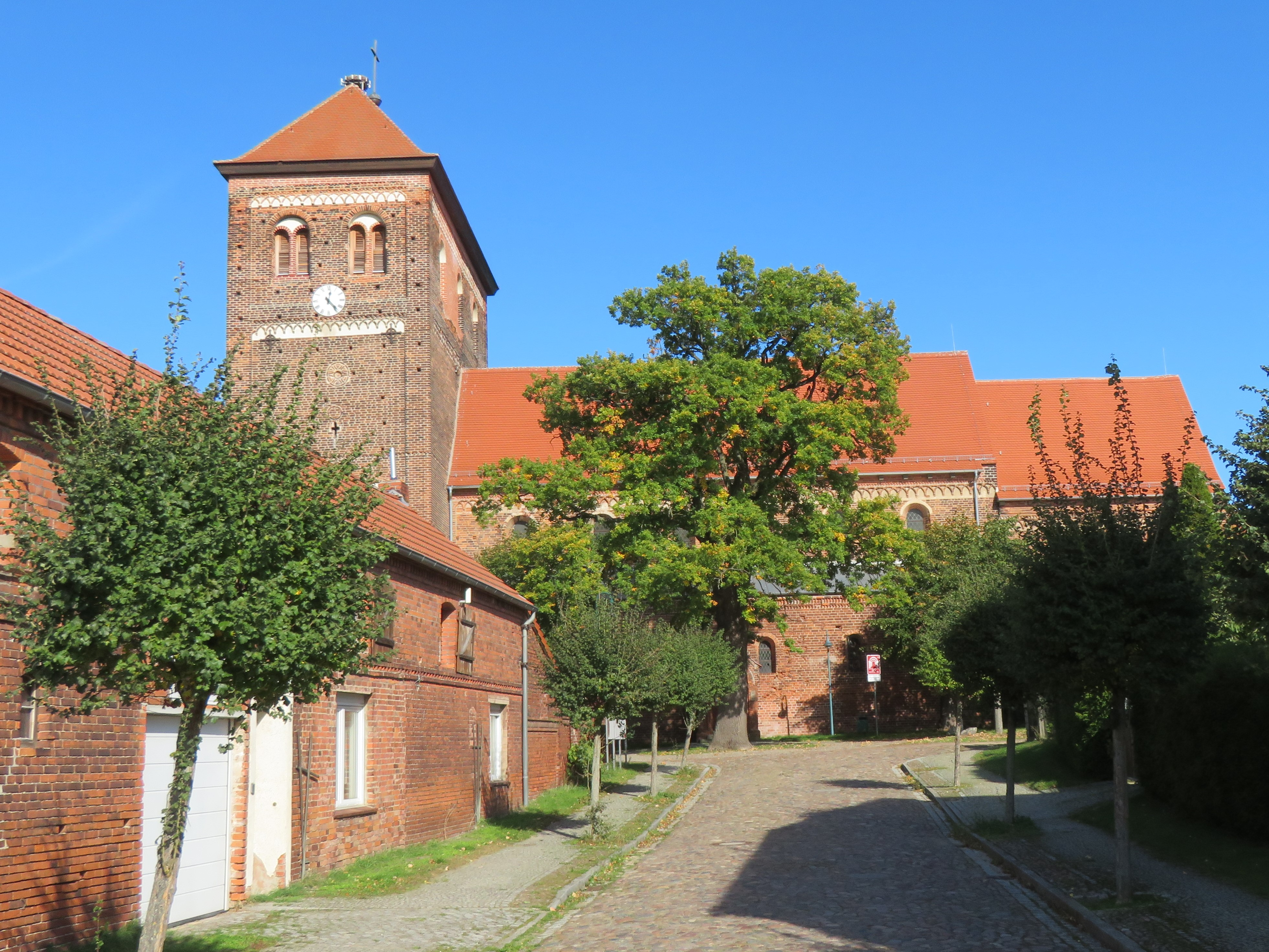
Blick von Süden (2022)

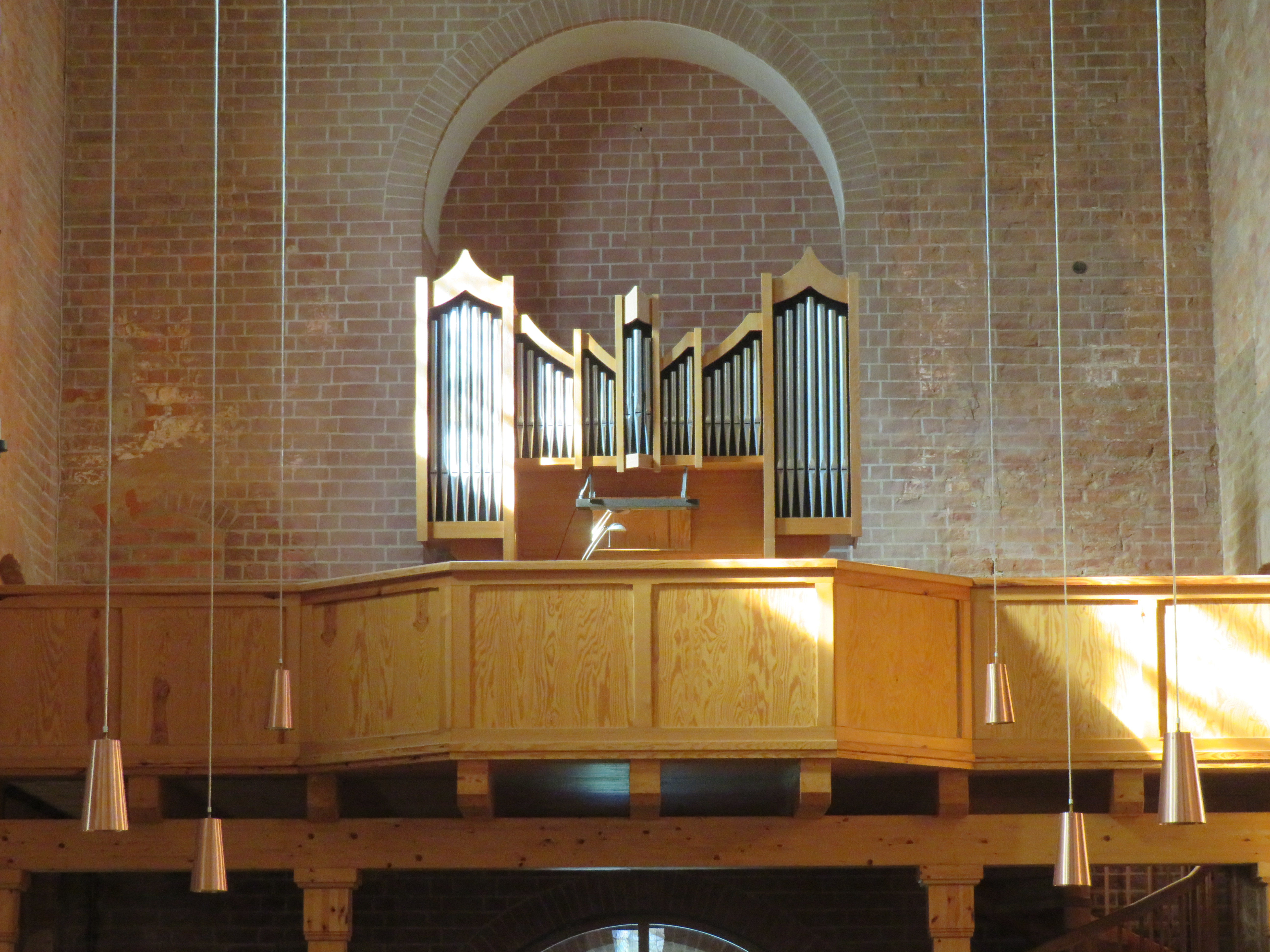
Die Orgel (2022)

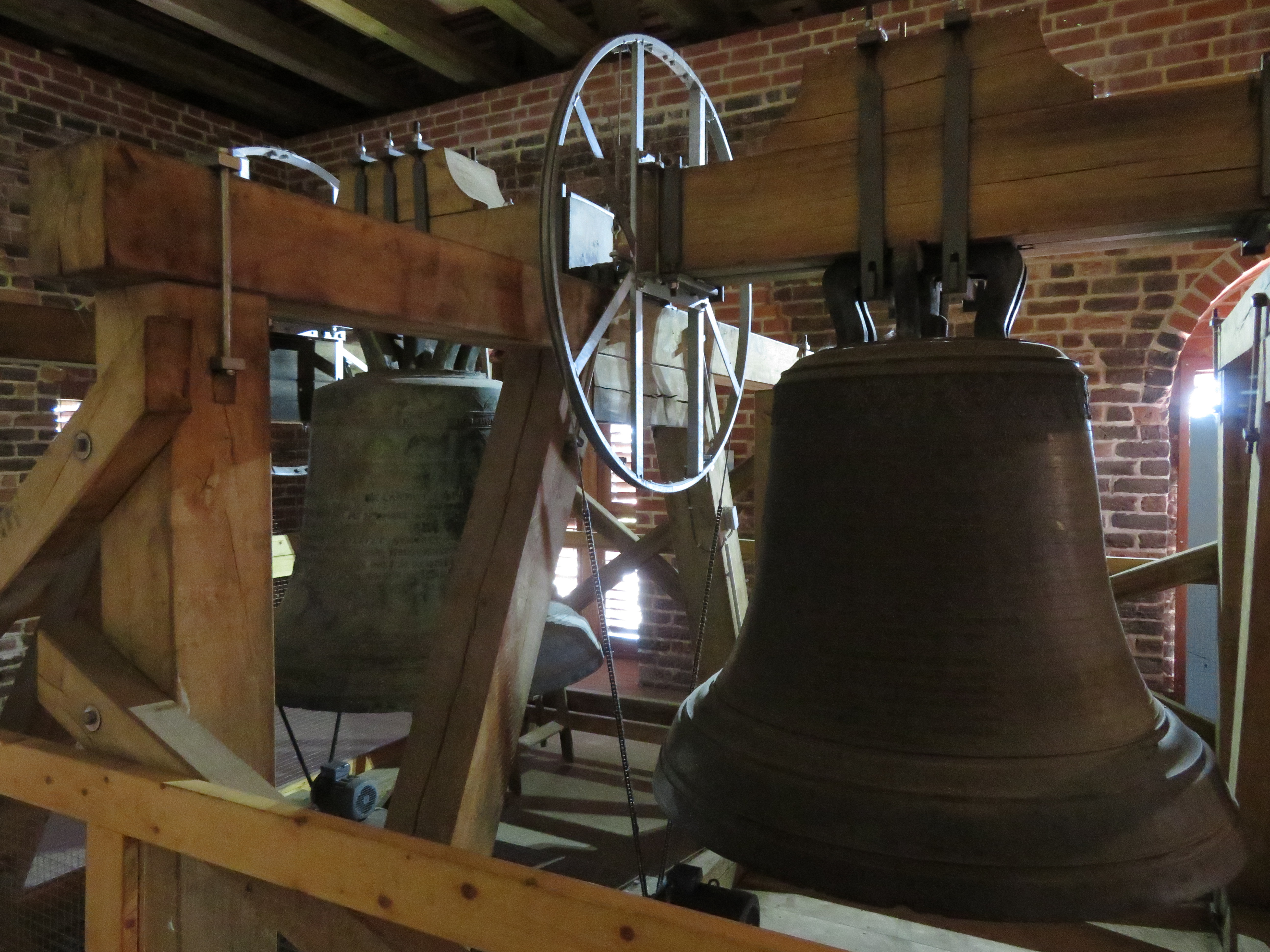
Die Glocken nach ihrer Restaurierung

Gegen Ende des Zweiten Weltkriegs, im April 1945, wurde die Kirche durch US-amerikanischen Artilleriebeschuss schwer beschädigt und der Turm zu über 50 Prozent zerstört. Der Wiederaufbau erfolgte nur langsam. 1949 wurden die Glocken in den südlichen Schallfenstern des offenen Turmes aufgehängt – eine einzigartige Position. 1952 bis 1958 wurden Schäden am Kirchenschiff beseitigt; der beschädigte Turm blieb jahrzehntelang als Mahnmal erhalten.  
1977/78 wurde die Kirche innen restauriert; unter anderem erhielt die Kirche ein romanisches Taufbecken. 2002 wurden die Empore und die Orgel erneuert, 2003 wurde das frühere Hauptportal wieder zum Haupteingang. Die Kirche liegt am Elberadweg und wurde in den 2000er Jahren als Radfahrerkirche deklariert. Im August 2002 wurde der Grundstein zum Wiederaufbau des Turms gelegt; 2013 wurde der Bau beendet. 2012 wurden die beiden Glocken abgehängt; die mit 2200 Kilogramm größere Glocke war durch den Sturz 1945 beschädigt und musste restauriert werden. Im Juli 2015 kehrten beide Glocken in die Kirche zurück.

## Architektur, Ausstattung und Nutzung der Kirche

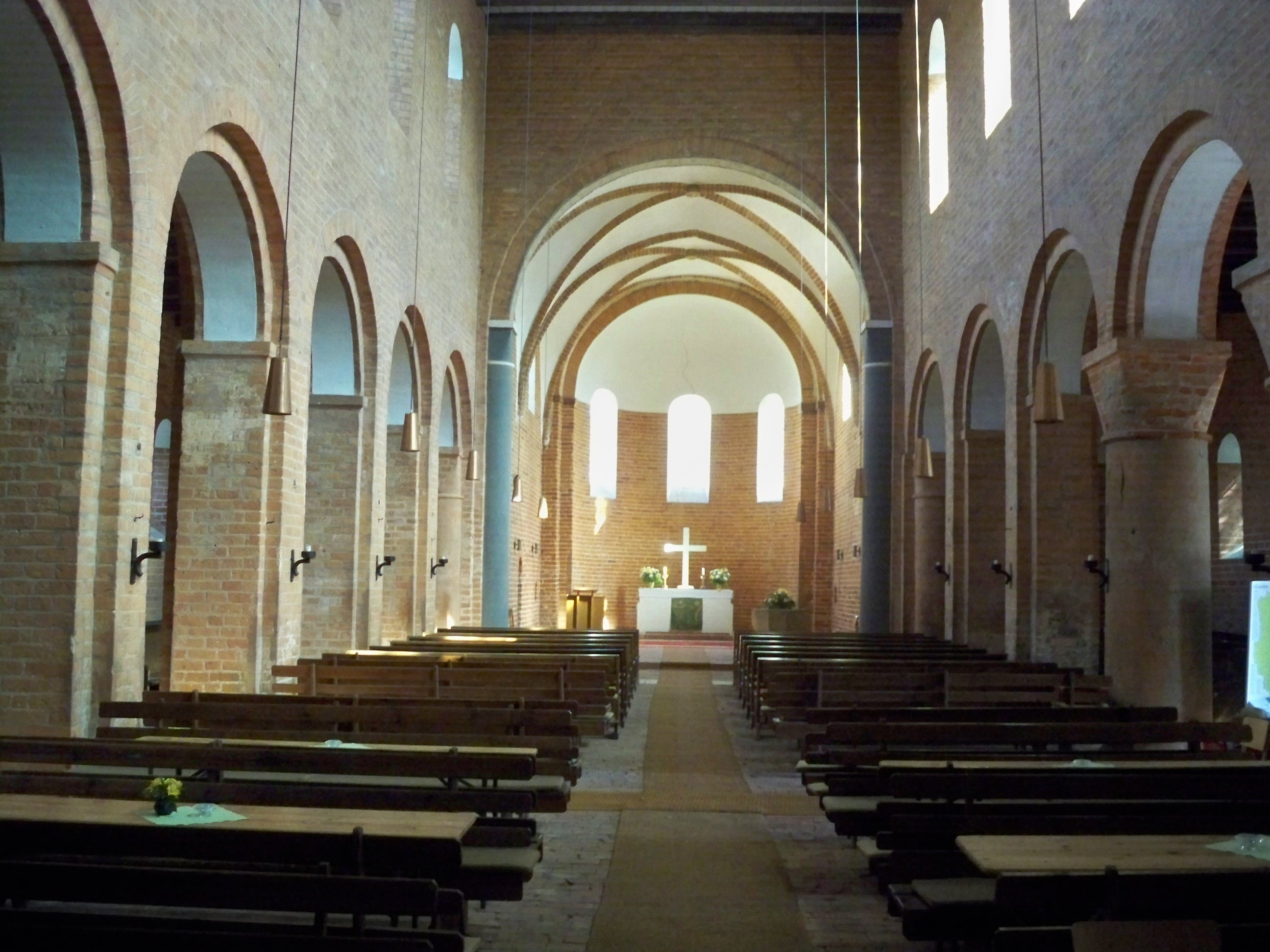
Innenraum Richtung Chor

Die Kirche St. Laurentius/St. Nikolaus ist eine dreischiffige Backsteinbasilika mit der romanischen Gliederung Turm, Schiff, Chor und Apsis. Sie besitzt kein Querschiff.
Das Mittelschiff ist flachgedeckt, daneben befinden sich zwei apsidial verschlossene Seitenschiffe. Der Chor ist 1,5 Meter niedriger als das Schiff. Außen überschneiden sich die Frieszonen von Chor und Schiff, was auf eine längere Bauunterbrechung hindeutet. Den östlichen Abschluss bilden drei Rundbogenfenster mit Schmuckelementen.
Der Turm im Westen ist mit 20 Meter Breite breiter als die Kirchenschiffe. Seine Höhe beträgt – ohne Bekrönung – 37 Meter, seine Wandstärke rund zwei Meter. Alte und neue Teile sind durch unterschiedliche Farben erkennbar. Auf dem Turm befindet sich über dem Walmdach ein Dachreiter. Das Mauerwerk ist durch Lisenen an den Ecken und der Mitte des Obergadens und des Chores geschmückt. An der Südseite des Chores befindet sich die spätromanische Sakristei. Der Abschluss der Seitenschiffe erfolgt durch flache Apsiden, die von außen nicht sichtbar sind. Die zwei Glocken stammen aus dem Barock.
Die Kirche wird regelmäßig für Gottesdienste sowie für Kasualien genutzt. Der Turm erhielt mit seiner Instandsetzung mehrere Räume, die ein „vertikales Gemeindezentrum“ bilden.
Auf dem Turm brütet ein Weißstorchpaar; das Nest ist das höchste Storchennest in Sachsen-Anhalt.

## Umgebung
Die Kirche liegt im Zentrum und auf dem höchsten Punkt der Kleinstadt, wenige Hundert Meter von der Elbe entfernt. 